# Golden american saddlebred
Golden american saddlebred är en hästras från USA som fått egen status som ras även om golden saddlebred är en färgavvikelse på den ursprungliga saddlebredhästen. Idag registreras den i samma stambok som saddlebredhästen och besitter samma egenskaper med fina rörelser, styrka och de extra gångarterna.

## Historia
Den första golden saddlebredhästen som registrerades var en american saddlebredhäst vid namn Pat Cleburne som fötts isabell år 1864. Även om isabell var en tillåten färg på saddlebredhästen blev det stora diskussioner om huruvida annat blod hade införts i saddlebredhästarna och om man skulle tillåta hästen att registreras som saddlebredhäst.
75 år senare registrerades en annan isabellfärgad saddlebredhäst född 1939 hos Palominoföreningen. Hästen hette Pot O' Gold. Pot O' Gold registrerades även som en saddlebred under namnet Clifts Pride efter ägaren S.A. Clift. På detta vis kom färgen isabell in bland american saddlebred och även om det är samma ras så skiljde man på hästarna och de isabellfärgade hästarna kom att kallas golden american saddlebred. 

## Egenskaper
Likt american saddlebredhästarna är goldenhästarna vackra, ädla och med flytande fina rörelser. Hästarna är även, precis som vanliga saddlebredhästar ofta så kallat "gaited", de besitter de extra gångarterna slowgait och rack. Hästarna är lätta att träna och används mest inom showridning och till uppvisning men även till all slags ridsport. 
Den stora skillnaden mellan originalet och golden är färgen. Goldenhästarnas färg, isabell, kan vara allt från gräddvit till kopparfärgat men man säger att den ideala färgen är som ett putsat guldmynt. Detta gör att rasen även kan registreras som en palomino. 
Se även: 
- Isabell
- Palomino (häst)
- Haflinger